# Neocarya macrophylla
Neocarya
Genre
Espèce
Synonymes
- Parinari sect. Neocarya DC.
- Parinari subgen. Neocarya (DC.) Blume ex Fürnr.
- Parinari macrophylla Sabine
- Petrocarya macrophylla (Sabine) Steud.
- Ferolia macrophylla (Sabine) Kuntze
- Parinari senegalensis Perr. ex DC.
- Petrocarya senegalensis (Perr. ex DC.) Steud.

Neocarya macrophylla est une espèce de plantes de la famille des Chrysobalanaceae, la seule décrite du genre Neocarya, aussi connue sous le nom de pommier de Cayor, originaire d'Afrique occidentale et centrale, du Sénégal au Nigéria, ainsi qu'au Soudan du Sud.

## Habitat
Plages de sable dans les zones côtières, dans une bande pouvant aller jusqu'à 300 km de large ; également à l’intérieur des terres, entre 700 et 1 000 km de la côte, dans les régions de savane les plus sèches, sur les rives de cours d’eau sablonneux et sur les falaises de grès.

## Description
Le pommier de Cayor est un petit arbre touffu, atteignant 10 mètres de haut, souvent moins. Il a un fût noueux et une cime arrondie et touffue avec des rameaux densément tomenteux.
Neocarya macrophylla a des feuilles avec 13-20 paires de nervures et 2 glandes à l’extrémité du pétiole.
Le fruit ellipsoïde mesure environ 5 cm de long. L’arbre porte des fruits toute l’année dans certaines régions mais en général plutôt en seconde partie de saison sèche. Le fruit a une pulpe molle et farineuse. Il est très prisé dans certains domaines. Le noyau est comestible. Il contient jusqu'à 62% d'huile, plus quelques protéines et deux phytostérols: le parincerium sterol A et B.
L’arbre semble survivre aux feux annuels lorsqu’il grandit dans la savane.

## Utilisation
C'est un arbre polyvalent avec une gamme d'utilisations. Le fruit comestible est très prisé des populations locales qui récoltent dans la nature des quantités sauvages et cultivent également la plante pour favoriser sa présence. Il est souvent vendu sur les marchés locaux et est disponible toute l'année. La plante a également une graine comestible, une gamme d'applications médicinales, fournit un bois utile et un certain nombre d'autres produits. 
Le fruit ne présente aucun risque connu. 

### Médicinale
La décoction d’écorce, de feuilles ou de pulpe de fruits secs est couramment utilisée comme bain de bouche et pour traiter les maux de dents. Les feuilles sont également mâchées ou appliquées localement pour la même raison. Une lotion à base d’écorce macérée sert de collyre pour soulager les yeux enflammés. La décoction d’écorce ou de feuilles se prend en interne pour traiter les troubles respiratoires. L’écorce en poudre est appliquée à l’extérieur pour soulager les zones de douleur profonde. 
La racine est hémostatique. La racine en poudre est associée à Securidaca longepedunculata et est utilisée comme antidote au poison. 
La racine est réduite en poudre puis décoctée dans de l’eau pour servir de gargarisme contre les maux de dents. Il est appliqué à l'extérieur comme cicatrisant sur les plaies, en particulier lorsque le pénis est circoncis. 
Une décoction de fruits se prend contre la diarrhée. 
L'endocarpe porte en son sein une couche de poils qui sont considérés comme anthelminthiques chez les enfants. Parce qu'ils ont tendance à se loger dans l'œsophage, les poils sont administrés avec une banane mûre prise au petit matin, à jeun. L'endocarpe est parfois vendu sur les marchés locaux comme un vermifuge à prendre avec du lait ou, mieux encore, avec une banane. Les tests hospitaliers ont montré des preuves d'efficacité contre les helminthes. Au cours de ce traitement, les poils endocarpiques ont été placés dans des capsules pour faciliter leur ingestion. Les poils contiennent du Palmitate de cétyle. 

### Autres utilisations
La croûte du fruit est aromatique. Elle est utilisée pour transmettre une odeur agréable aux onguents. 
Avant d'arriver à maturité, les pêcheurs obtiennent une substance collante des fruits qu'ils utilisent pour enduire leurs palans et pour empêcher la formation de fissures dans les pots qui fuient. 
L’endocarpe contient 9% d'huile et porte en son sein une couche de poils qui peut être utilisée pour l’amadou. 
Le noyau contient jusqu'à 62% d'une huile siccative appelée « huile de neou ». Excellente huile siccative, elle est composée d'acide oléique à 40%, d'acide éléostéarique à 31%, d'acide linoléique à 15%, d'acide palmitique à 12% et d'acide stéarique à 2%. L’huile de Neou trouve un usage local, mélangée à de l’huile de palme, comme onguent corporel au parfum agréable.
La noix est réduite en cendres et est utilisée dans la fabrication du savon. 
Le bois brun clair est assez dur, il fonctionne et se polit bien. Il est utilisé pour les planches, la construction, les canoës, etc